# Wizualna skala analogowa
Wizualna skala analogowa, VAS (od ang. visual analogue scale) – prosta metoda służąca do oceny jakiejś zmiennej subiektywnej cechy lub postawy, która może przybierać wartości w sposób ciągły (nieskokowy) i nie daje się precyzyjnie zmierzyć dostępnymi urządzeniami.
Wizualna skala analogowa jest stosowana, między innymi, w medycynie i psychologii.

## Określanie natężenia bólu
Jednym z narzędzi pomagających określić natężenie odczuwanego bólu jest wizualna skala analogowa. W metodzie tej badana osoba zaznacza punkt na linii o długości (przykładowo) 10 cm, gdzie wartości 0 przypisuje się całkowity brak bólu, a wartości 10 najsilniejszy ból, jaki może sobie wyobrazić. Wyrażenie nasilenia bólu w wartościach numerycznych pozwala na porównywanie w badaniach kontrolnych zarówno u pojedynczego chorego, jak i przy porównaniach międzyosobniczych. Technika ta, ze względu na swoją prostotę oraz uniwersalne zastosowanie, jest jednym z najpowszechniej stosowanych narzędzi pomiaru natężenia dolegliwości bólowych.